# Blairgowrie and Rattray
Blairgowrie and Rattray (Blàr Ghobhraidh in lingua gaelica scozzese) è una località della Scozia, situata nell'area di consiglio di Perth e Kinross.